# Jestřabí v Krkonoších
Jestřabí v Krkonoších é uma comuna checa localizada na região de Liberec, distrito de Semily.